# Sender Hoher Bogen

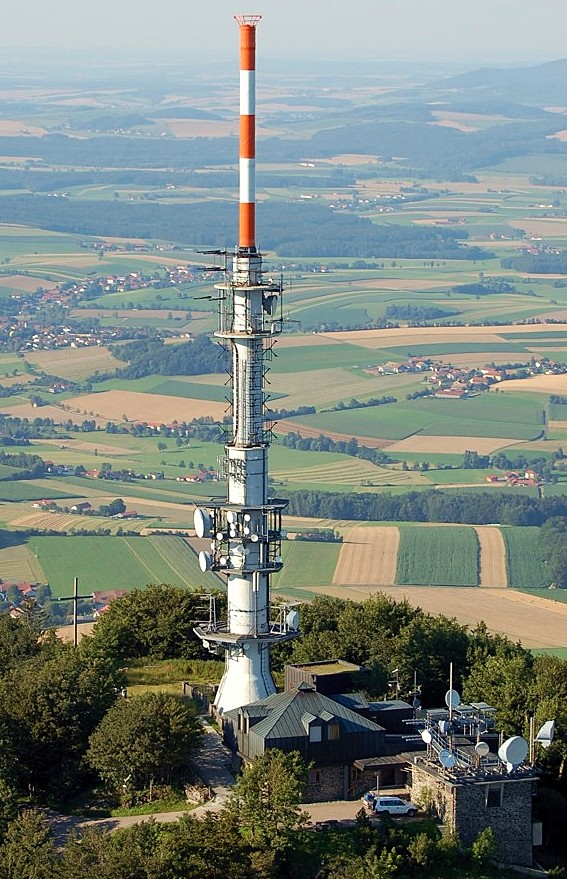
Der Sender aus der Luft

Der Sender Hoher Bogen des Bayerischen Rundfunks in der Gemeinde Rimbach steht auf dem Burgstall (976 m), dem nordwestlichsten Gipfel des namensgebenden Höhenzugs Hoher Bogen. Die Sendeanlage dient zur Verbreitung von Hörfunk und TV-Programmen und als Standort von Richtfunkantennen und besteht seit 1952. Der ursprünglich vorhandene, 30 Meter hohe freistehende Stahlfachwerkturm wurde 1964 durch einen 72 Meter hohen Turm aus Stahlbeton ersetzt. Dessen Antennenträger wurde 1974 bei einem Sturm abgeknickt. Bis zur Wiederherstellung der Anlage 1977 wurden die Programme über provisorisch montierte Antennen mit geringer Sendeleistung ausgestrahlt.
Am 17. Oktober 2006 wurde die Antenne für die analoge TV-Ausstrahlung abgebaut. Sie war bereits seit Mitte August außer Betrieb genommen worden. Am darauffolgenden Tag wurde sie durch eine neue Antenne für DVB-T ersetzt. Die Arbeiten wurden mit einem Spezialhubschrauber Typ Kamow Ka-32A durchgeführt. Am 6. Dezember 2006 startete hier wie auch bei den Sendern Hohe Linie, Brotjacklriegel und Pfarrkirchen DVB-T in Ostbayern.

## Geschichte
Das Gebiet des Senders Hoher Bogen sollte nach ursprünglichen Plänen über die Senderstandorte Ochsenkopf und Brotjacklriegel versorgt werden, es zeigte sich allerdings, dass diese Standorte zu weit entfernt waren, um das Gebiet adäquat zu versorgen. In diesem Zuge errichtete der Bayerische Rundfunk im Sommer 1951 am Standort des heutigen Senders Hoher Bogen einen 20 Meter hohen Rohrmast, um die Ausbreitungseigenschaften der Ultrakurzwelle in diesem Gebiet zu überprüfen und damit die Eignung des Standortes zu testen. Nach dem positiven Verlauf dieses Testes begannen am 19. Mai 1952 die Bauarbeiten am Sendegebäude, dessen Fertigstellung am 1. August 1952 mit einem Richtfest gefeiert wurde. Der zugehörige Sendemast, ein 30 Meter hoher Gittermast, nahm am 27. Oktober 1952 seinen Betrieb auf und verbreitete Rundfunk auf der Frequenz 89,3 MHz mit einer effektiven Strahlungsleistung von 20 Kilowatt, zunächst noch ein Mischprogramm des ersten und des zweiten Radioprogramms, seit dem 29. September 1957 nur noch des ersten Programmes. Am 11. Januar 1963 folgte die Inbetriebnahme einer neuen Frequenz für das zweite Radioprogramm.
Der Fernsehempfang in der Region blieb jedoch lange Zeit schwierig. Vor allem die Stadt Furth im Wald beschwerte sich wiederholt beim Bayerischen Rundfunk über die schlechte Fernsehversorgung des Gebietes. Im April 1961 schließlich verhandelten Vertreter des Bayerischen Rundfunks mit der Stadt Furth im Wald, und im Sommer 1961 begannen die Bauarbeiten zur Inbetriebnahme des Fernsehsenders. Das erste Programm sendete erstmals am 21. Dezember 1962 auf dem UHF-Kanal 55, der zum Zeitpunkt der Inbetriebnahme mit einer Leistung von 225 kW der stärkste Fernsehsender Bayerns im Band V war. Angesichts des Datums bezeichneten viele Einwohner die Inbetriebnahme als Weihnachtsgeschenk.
1964 zeigte die Deutsche Bundespost Interesse an einer Nutzung des Sendestandorts Hoher Bogen zur Verbreitung des zweiten und des dritten Fernsehprogramms, da allerdings die Kapazitäten des Gittermasts erschöpft waren, musste ein neuer Sendemast errichtet werden. Die Entscheidung fiel auf einen Betonturm, die Bauarbeiten starteten im September 1964 und wurden am 30. Oktober 1964 mit einer Höhe von 50 Metern fertiggestellt. Mitsamt dem Antennenträger, der 1965 auf dem Turm montiert wurde, ergab sich eine Höhe des damaligen Turms von 83 Metern. Der Bau des Sendeturms kostete 650.000 DM, mitsamt der nötigen Erweiterung des Sendegebäudes kosteten die Baumaßnahmen der Deutschen Bundespost 1,4 Millionen DM. Das zweite Fernsehprogramm ging am 4. November 1965 auf Sendung, das dritte Fernsehprogramm folgte am 16. Dezember 1969. In der folgenden Zeit wurden im Sendegebiet zahlreiche Füllsender errichtet, um abgelegene Ortschaften zu versorgen, die nicht direkt durch den Grundnetzsender erreicht wurden.
Im Jahr 1974 knickte bei einem Sturm der Antennenträger um, an dem sich die Fernsehantennen befanden. Ein neuer Antennenträger wurde im Oktober 1976 errichtet; dieser ist 10 Meter kleiner, wodurch sich die heutige Höhe des Sendeturms ergibt. In den Jahren 1976 und 1977 wurde die Anlage grundlegend modernisiert, in diesem Zuge startete am 15. Juli 1977 die Verbreitung des dritten Radioprogramms. Vom 28. Oktober 1983 an wurde das damalige Bayern 4 Klassik vom Standort Hoher Bogen abgestrahlt. Am 1. August 1988 folgte das ARD-Gastarbeiterprogramm, aus dem später das Nachrichtenprogramm B5 aktuell wurde, kurz darauf startete am 15. September 1988 das private Rundfunkprogramm Antenne Bayern.

## Frequenzen und Programme

### Analoges Radio (UKW)
In UKW werden folgende Programme ausgestrahlt:
| Frequenz (in MHz) | Programm        | RDS PS                 | Regionalisierung | ERP (in kW) | Antennendiagramm rund (ND)/gerichtet (D) | Polarisation horizontal (H)/vertikal (V) |
| ----------------- | --------------- | ---------------------- | ---------------- | ----------- | ---------------------------------------- | ---------------------------------------- |
| 88,3              | BR-Klassik      | BR-KLASS               | −                | 5           | D                                        | H                                        |
| 91,6              | Bayern 2        | Bayern_2               | −                | 50          | D                                        | H                                        |
| 92,7              | Radio Charivari | CHARVARI               | Cham             | 0,4         | D                                        | H                                        |
| 94,7              | Bayern 3        | BAYERN_3               | −                | 50          | D                                        | H                                        |
| 96,8              | Bayern 1        | BAYERN_1 bzw. B1_NbOpf | Ostbayern        | 50          | D                                        | H                                        |
| 101,9             | Antenne Bayern  | ANTENNE_               | −                | 50          | D                                        | H                                        |
| 104,4             | BR24            | BR24____               | −                | 50          | D                                        | H                                        |

### Digitales Radio (DAB+)
DAB wird in vertikaler Polarisation und im Gleichwellenbetrieb mit anderen Sendern ausgestrahlt. In DAB+ werden folgende Programme ausgestrahlt:
| Block                       | Programme | ERP (in kW)   | Antennendiagramm rund (ND)/ gerichtet (D) | Gleichwellennetz (SFN) |
| --------------------------- | --- | ------------- | ----------------------------------------- | --- |
| 5C DRDeutschland (D__00188) | DAB+ Block der Media Broadcast: - Absolut relax (72 kbps) - Dlf (104 kbps) - Dlf Kultur (112 kbps) - Dlf Nova (104 kbps) - DRadio DokDeb (48 kbps) - Energy Digital (72 kbps) - ERF Plus (64 kbps) - Klassik Radio (72 kbps) - Radio Bob (72 kbps) - Radio Horeb (48 kbps) - Radio Schlagerparadies (64 kbps) - Schwarzwaldradio (64 kbps) - sunshine live (72 kbps) - DRadio Daten (32 kbps Daten) - EPG Deutschland (16 kbps Daten) - TPEG (16 kbps Daten) - TPEG_MM (16 kbps Daten)                         | 4             | ND                                        | - Baden-Württemberg: Aalen, Baden-Baden (Fremersberg), Bad Mergentheim, Blauen, Brandenkopf, Donaueschingen, Feldberg im Schwarzwald, Freiburg (Vogtsburg-Totenkopf), Geislingen (Oberböhringen), Großerlach (Hohe Brach), Heidelberg (Königstuhl), Heilbronn (Schweinsberg), Hochrhein (Rickenbach), Hornisgrinde, Pforzheim (Schömberg-Langenbrand), Raichberg, Ravensburg (Höchsten), Reutlingen, Stuttgart (Frauenkopf), Ulm (Kuhberg) - Bayern: Amberg (Hirschau), Aschaffenburg (Pfaffenberg), Augsburg (Hotelturm), Bad Tölz (Gaißach), Balderschwang, Bamberg (Geisberg), Büttelberg, Brotjacklriegel, Dillberg, Grünten, Herzogstand, Hochberg (Traunstein), Hoher Bogen, Inntal (Ebbs), Ingolstadt (Gelbelsee), Kreuzberg/Rhön, Landshut (Altdorf), München (Olympiaturm), Nennslingen (Büchelberg), Nürnberg, Oberammergau, Ochsenkopf, Passau, Pfänder, Pfaffenhofen, Pfarrkirchen, Pfronten, Regensburg (Hohe Linie), Unterringingen, Untersberg, Wendelstein (Bayrischzell), Würzburg (Frankenwarte) - Berlin: Berlin (Alexanderplatz), Berlin (Scholzplatz) - Brandenburg: Bad Belzig, Booßen, Brandenburg/Havel, Calau, Casekow, Cottbus, Eberswalde (geplant), Eisenhüttenstadt, Neuruppin (geplant), Petkus, Pritzwalk, Templin - Bremen: Bremen (Walle), Bremerhaven-Schiffdorf - Hamburg: Hamburg (Moorfleet), Hamburg (Heinrich-Hertz-Turm) - Hessen: Bad Hersfeld (Rimberg), Biedenkopf (Sackpfeife), Fulda (Hummelskopf), Frankfurt (Europaturm), Gelnhausen (Schnepfenkopf), Gießen (Dünsberg), Großer Feldberg, Hardberg, Hohe Wurzel, Hoher Meißner, Kassel (Habichtswald), Mainz-Kastel - Mecklenburg-Vorpommern: Garz (Rügen), Güstrow, Malchin, Neubrandenburg-Süd, Neustrelitz (geplant), Rostock (Toitenwinkel), Röbel, Schwerin (Zippendorf-Gr.Dreesch), Torgelow, Wismar/Rüggow, Züssow - Niedersachsen: Aurich-Popens, Braunschweig (Broitzem), Braunschweig (Drachenberg), Cuxhaven-Stadt, Dannenberg, Göttingen (Bovenden-Osterberg), Hannover (Telemax), Lingen, Lüneburg-Neu Wendhausen, Molbergen-Peheim, Osnabrück (Bramsche-Schleptruper Egge), Hildesheim (Sibbesse), Steinkimmen, Uelzen, Visselhövede, Wilhelmshaven - Nordrhein-Westfalen: Aachen (Karlshöhe), Bergneustadt-Wiedenest (R), Bielefeld (Hünenburg), Bonn (Venusberg), Dortmund (Florianturm), Düsseldorf (Rheinturm), Eggegebirge, Herscheid, Hochsauerland (Hunau), Hürtgenwald-Großhau, Köln (Colonius), Langenberg, Lügde-Rischenau (Köterberg), Meschede (geplant), Minden (Jakobsberg), Münster (Fernmeldeturm), Schöppingen, Siegen-Süd, Wesel - Rheinland-Pfalz: Bad Kreuznach (Schanzenkopf), Bad Marienberg (Westerwald), Bornberg, Daun (Eifel), Edenkoben (Kalmit), Heckenbach-Schöneberg (Ahrweiler), Haardtkopf (geplant), Idar-Oberstein, Kaiserslautern, Kettrichhof, Koblenz (Kühkopf), Schnee-Eifel (geplant), Trier (Petrisberg) - Saarland: Merzig-Merchingen, Saarbrücken (Schoksberg) - Sachsen: Chemnitz, Dresden, Geyer, Leipzig, Löbau, Neustadt, Niederschöna (geplant), Oschatz, Schöneck, Zwickau Ost - Sachsen-Anhalt: Brocken, Burg, Dequede, Petersberg, Pettstädt (Weißenfels), Schneidlingen, Wittenberg - Schleswig-Holstein: Bungsberg, Bredstedt, Flensburg, Garding, Heide, Helgoland, Hennstedt, Itzehoe, Kiel (Kronshagen), Lübeck (Stockelsdorf), Schleswig, Niebüll (Süderlügum), Westerland (Sylt) - Thüringen: Bleßberg (Sonneberg), Erfurt-Hochheim, Gera, Inselsberg, Jena (Oßmaritz), Kulpenberg, Lobenstein (Sieglitzberg), Saalfeld (Remda), Weimar (Ettersberg) |
| 6C Oberpfalz (D__00415)     | DAB-Block der Bayern Digital Radio : - Bayern 1 (Mainfranken) (96 kbps) - Bayern 1 (Schwaben) (96 kbps) - BR24live (64 kbps, Mono) - Radio Teddy (72 kbps) - egoFM (72 kbps) - gong.fm (72 kbps) - Charivari (R) (72 kbps) - Charivari (NM) (72 kbps) - Charivari (SAD) (72 kbps) - Charivari (CHA) (72 kbps) - Charivari (KEH) (72 kbps) - Radio Galaxy (AM/WEN) (72 kbps) - Radio Ramasuri (72 kbps) - Arabella Bayern (96 kbps) - Rock Antenne Bayern (72 kbps) - BR EPG (8 kbps) - SPI Oberpfalz (24 kbps) | 4 7C(max. 10) | ND                                        | Altenstadt, Amberg (Hirschau), Amberg-Süd, Dillberg, Fuchsmühl, Geigant, Hoher Bogen, Hohe Linie (Regensburg), Kelheim, Ochsenkopf, Pfreimd, Schönsee (Drechselberg), Weigendorf |
| 11D BR Bayern (D__00165)    | DAB-Block des Bayerischen Rundfunks - Bayern 1 (Oberbayern) (96 kbps) - Bayern 1 (Niederbayern/Oberpfalz) (96 kbps) - Bayern 1 (Franken) (96 kbps) - Bayern 2 (96 kbps) - Bayern 3 (96 kbps) - BR-Klassik (144 kbps) - BR24 (72 kbps, Mono) - BR Schlager (96 kbps) - Puls (96 kbps) - BR Heimat (128 kbps) - BR Verkehr (16 kbps, Mono) - Antenne Bayern (80 kbps) - BR EPG (8 kbps Daten) - ARD TPEG (24 kbps)                                                                                               | 4             | ND                                        | - Unterfranken: Alzenau (Hahnenkamm), Burgsinn (Main-Spessart), Dettelbach, Ebern, Frammersbach (Sauerberg) (geplant), Gemünden, Hammelburg, Kreuzberg (Rhön), Miltenberg-Wenschdorf, Neustadt am Main, Obernburg am Main, Ostheim (Heidelberg), Pfaffenberg (Aschaffenburg), Schweinfurt (Schonungen), Volkach, Wertheim, Würzburg (Frankenwarte), Zeil am Main - Oberfranken: Bad Steben, Bamberg (Geisberg), Burgwindheim (geplant), Coburg (Eckardtsberg), Hof (Labyrinthberg), Kronach, Kulmbach, Ludwigsstadt (Ebersdorf), Ochsenkopf (Fichtelgebirge), Pegnitz - Mittelfranken: Ansbach (geplant), Büttelberg, Hesselberg, Hersbruck, Nürnberg (Fernmeldeturm), Rothenburg ob der Tauber, Treuchtlingen, Weißenburg - Oberpfalz: Altenstadt, Amberg (Hirschau), Amberg-Süd, Dillberg (Neumarkt), Fuchsmühl, Geigant, Hoher Bogen (Furth im Wald), Hohe Linie (Regensburg), Kallmünz (geplant), Pfreimd, Schönsee (Drechselberg), Weigendorf - Niederbayern: Brotjacklriegel, Deggendorf (Aletsberg), Dingolfing, Einödriegel, Kelheim, Landshut (Altdorf), Mainburg, Mallersdorf-Pfaffenberg, Oberfrauenwald, Passau (Kühberg), Pfarrkirchen, Rattenberg, Rotthalmünster, Viechtach (Weigelsberg) (geplant), Vilsbiburg - Schwaben: Augsburg (Hotelturm), Augsburg (Welden), Balderschwang (Oberberg) (R), Grünten, Hühnerberg (Harburg), Kaufbeuren (geplant), Markt Wald, Memmingen, Pfänder (Vorarlberg), Pfronten (Breitenberg), Ulm (Kuhberg) - Oberbayern: Bad Tölz (Gaißach), Berchtesgaden (Jenner) (R), Eichstätt, Fürstenfeldbruck (Schöngeising), Gelbelsee, Herzogstand (Fahrenbergkopf), Hochberg (Traunstein), Hohenpeißenberg, Inntal (Ebbs), Isen, München-Freimann, München-Ismaning, München (Olympiaturm), Neuötting, Oberammergau (Laber), Pfaffenhofen (Wolfsberg), Pfaffenhofen (BR), Reit im Winkl, Untersberg (Salzburg), Tegernseer Tal (Wallberg), Wasserburg am Inn (Koblberg), Wendelstein (Bayrischzell) |

### Digitales Fernsehen (DVB-T2)
Die Ausstrahlungen vom Sendemast des Bayerischen Rundfunks laufen im Gleichwellenbetrieb (Single Frequency Network) mit anderen Sendestandorten. In DVB-T2 werden folgende Programme ausgestrahlt:
| Kanal | Frequenz (in MHz) | Multiplex                   | Programme im Multiplex                                                                                    | ERP (in kW) | Antennen- diagramm rund (ND) / gerichtet (D) | Polarisation horizontal (H) / vertikal (V) | Modulations- verfahren | FEC | Guard- intervall | Bitrate (in MBit/s) | SFN                                                          |
| ----- | ----------------- | --------------------------- | --- | ----------- | -------------------------------------------- | ------------------------------------------ | ---------------------- | --- | ---------------- | ------------------- | ------------------------------------------------------------ |
| 42    | 642               | ARD Digital (BR)            | - Das Erste (BR) - ARTE - Phoenix - One                                                                   | 100         | D                                            | V                                          | 16-QAM                 | 2/3 | 1/4              | 13,27               | Hoher Bogen, Hohe Linie                                      |
| 28    | 530               | ARD regional (BR) Südbayern | - Bayerisches Fernsehen (Schwaben/Altbayern) - ARD-alpha - SWR Fernsehen Baden-Württemberg - tagesschau24 | 100         | D                                            | V                                          | 16-QAM                 | 2/3 | 1/4              | 13,27               | Hoher Bogen, Amberg, Hohe Linie                              |
| 33    | 570               | ZDFmobil                    | - ZDF - 3sat - KiKA (6–21 Uhr) / ZDFneo (21–6 Uhr) - ZDFinfo                                              | 50          | D                                            | V                                          | 16-QAM                 | 2/3 | 1/4              | 13,27               | Hoher Bogen, Brotjacklriegel, Landshut, Passau, Pfarrkirchen |

### Analoges Fernsehen
Bis zur Umstellung auf DVB-T wurden folgende Programme in analogem PAL gesendet:
Die Sender schwacher Leistung dienten früher der Versorgung der Stadt Furth im Wald, während die leistungsstarken Sender die Aufgabe des Grundnetzsenders übernahmen.
| Kanal | Frequenz (MHz) | Programm                                   | ERP (kW) | Sendediagramm rund (ND)/ gerichtet (D) | Polarisation horizontal (H)/ vertikal (V) |
| ----- | -------------- | ------------------------------------------ | -------- | -------------------------------------- | ----------------------------------------- |
| 28    | 527,25         | ZDF                                        | 200      | D                                      | H                                         |
| 34    | 575,25         | Bayerisches Fernsehen (Schwaben/Altbayern) | 0,12     | D                                      | H                                         |
| 38    | 607,25         | ZDF                                        | 0,12     | D                                      | H                                         |
| 51    | 711,25         | Das Erste (BR)                             | 0,5      | D                                      | H                                         |
| 55    | 743,25         | Das Erste (BR)                             | 500      | D                                      | H                                         |
| 59    | 775,25         | Bayerisches Fernsehen (Schwaben/Altbayern) | 200      | D                                      | H                                         |